# Juliette (romanzo)
Juliette, ovvero le prosperità del vizio è un romanzo erotico di Donatien Alphonse François de Sade, seguito di Justine o le disavventure della virtù e de La nuova Justine. Il romanzo contiene tutta una serie di scene prese dall'immaginario del sadomasochismo più estremo.
All'interno della narrazione vi sono molte riflessioni filosofiche, le quali attaccano in maniera furibonda l'ipotesi dell'esistenza d'un qualche Dio, lanciando strali contro pre-concetti quali morale, amore puro, coscienza, rimorsi, ecc. La conclusione generale è che unico scopo degno di perseguire nell'esistenza è quello d'abbandonarsi a tutti i piaceri e godimenti possibili ed immaginabili che l'esistenza terrena può offrire.

## Trama

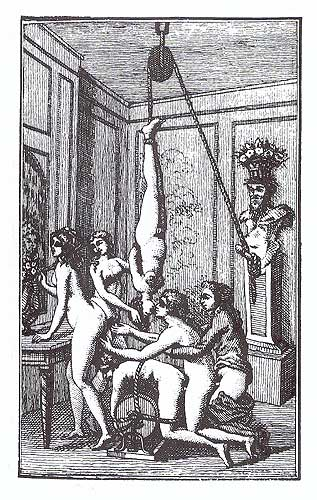
Illustrazione di Juliette con i libertini

Juliette e Justine sono due sorelle, rispettivamente di 14 e 12 anni, rimaste orfane e prive d'alcun sostegno, appena uscite dal convento in cui hanno studiato da convittrici fino ad allora, decidono di prendere strade differenti. La maggiore, già una gran bella ragazza, sceglie d'iniziare a lavorare in un bordello.
Mentre si trovava nel convento era già stata iniziata alle più varie e strane pratiche sessuali dalle suore ninfomani e lesbiche.  All'età di 13 anni viene sedotta da una donna che le spiega che moralità, religione ed altri concetti simili non hanno alcun significato né tanto meno valore: la ragazza prende questi insegnamenti alla lettera, al punto di progettare la morte di alcuni familiari ed amici per raggiungere i suoi obiettivi.
Il romanzo segue la storia della sempre più crudele e depravata Juliette, bisessuale e prostituta, dall'età di 13 anni fino ai 30 circa, narrando di tutte le sue depravazioni e dei contatti con altri "libertini", come la feroce Clairwil (la cui passione principale è uccidere giovani uomini) e il ministro Saint Fond (un cinquantenne milionario che commette incesto con la figlia) che le assicura ricchezza e inattaccabilità, finché Juliette non perde questi privilegi a causa di un comportamento virtuoso ed è costretta a riparare in Italia per sfuggire alla morte.
Qui intraprende relazioni dissolute con uomini nobili e appartenenti al clero, tra i quali lo stesso papa Pio VI, compiendo varie azioni efferate, come l'uccisione di suo padre e le torture a cui sottoponeva altre giovani ragazze fino ad ucciderle, godendo inoltre nel sapere che la carestia stava decimando la popolazione francese.
Juliette è la sorella di Justine, tristemente famosa per la sua virtù. Essa è il suo contraltare diabolico che decide di darsi alla prostituzione per sopravvivere: ed è così che Juliette diviene una ricchissima cortigiana, richiesta dalle maggiori corti europee e specialista del piacere e del crimine.

## Temi trattati
Ci sono numerose tematiche filosofiche affrontate in questo libro: principalmente vengono attaccate l'idea di Dio, la morale, la religione e la fede in generale, oltre che la concezione dell'amore, raggiungendo la conclusione che l'unico scopo nella vita è "godere egoisticamente a scapito di chiunque".
Non si risparmiano i riferimenti, veri o presunti, alle efferatezze operate dai potenti del tempo: Borboni, Caterina di Russia, i Borghese di Roma.

## Cinema
Nel 1975 Jesús Franco ha girato un film pornografico ispirato al romanzo del Marchese de Sade, intitolato De Sade's Juliette e distribuito solo in Francia.